# Le Pout

Le Pout este o comună în departamentul Gironde din sud-vestul Franței. În 2009 avea o populație de 416 de locuitori.

## Evoluția populației
| An        | 1975 | 1982 | 1990 | 1999 | 2006 | 2009 |
| --------- | ---- | ---- | ---- | ---- | ---- | ---- |
| Populație | 133  | 302  | 371  | 340  | 345  | 416  |